# Formiguer ventreblanc
El formiguer ventreblanc (Myrmeciza longipes) és una espècie d'ocell de la família dels tamnofílids (Thamnophilidae) i única espècie del gènere Myrmeciza. Swainson, 1825
Habita el sotabosc de la selva pluvial, clars, vegetació secundària de les terres baixes fins als 1700 m al centre i est de Panamà, nord i est de Colòmbia, Veneçuela, Trinitat, Guyana i nord del Brasil amazònic.

## Taxonomia
Tradicionalment el formiguer ventreblanc ha estat considerat una més de les espècies del gènere Myrmeciza, però estudis de principis del present segle van demostrar que es tractava d'un tàxon polifilètic, i van propiciar la separació de diverses espècies i la inclusió en diversos gèneres:
- Gènere Ampelornis
- Gènere Sipia
- Gènere Sciaphylax
- Gènere Myrmoderus
- Gènere Akletos
- Gènere Hafferia
- Gènere Aprositornis
- Gènere Myrmophylax
- Gènere Ammonastes